# Carola Häggkvist

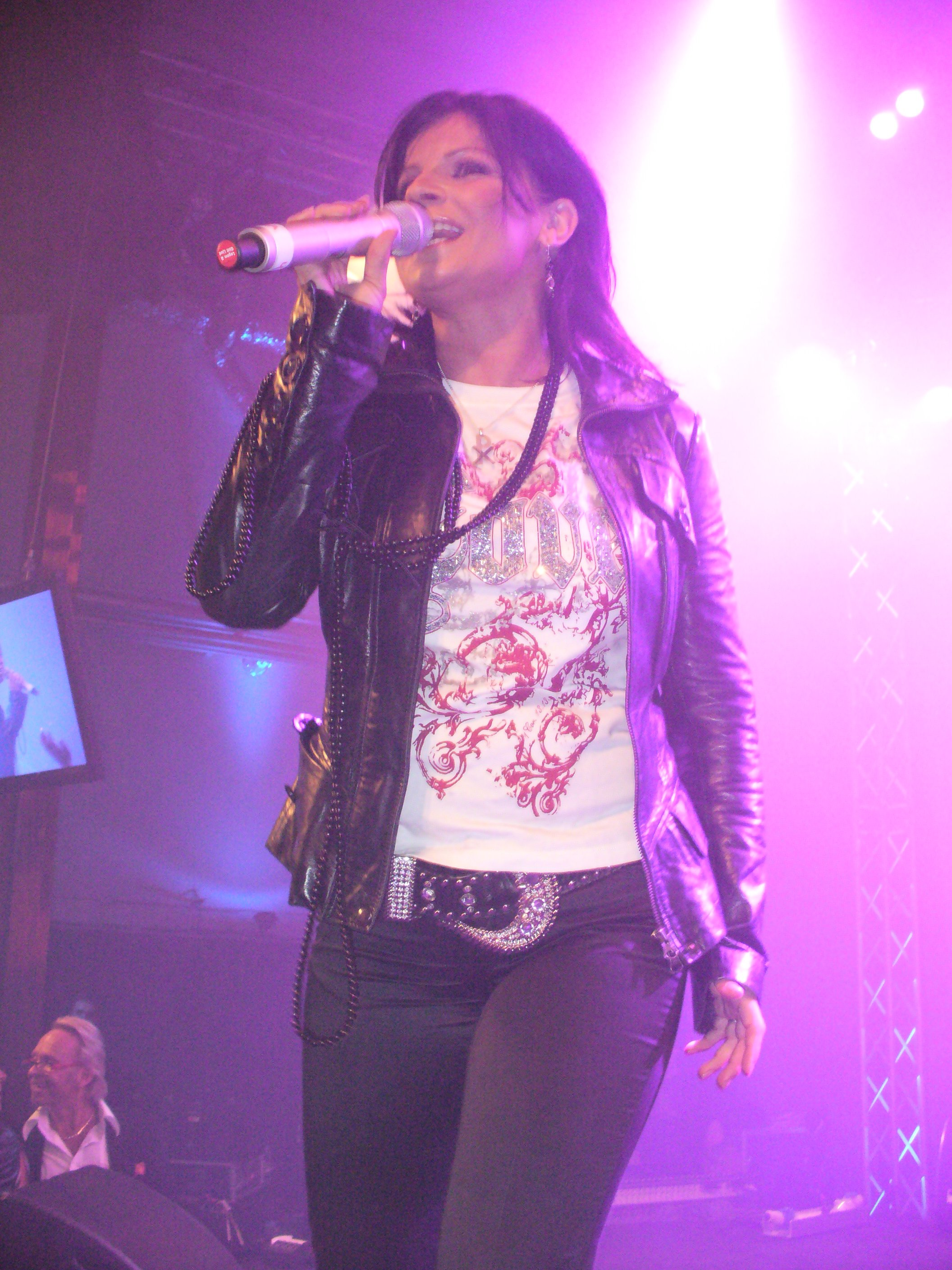
Carola Häggkvist (2006)

Carola é uma cantora sueca que nasceu em Estocolmo em 8 de Setembro de 1966.

## Biografia
Carola Maria Häggkvist surgiu na televisão pela primeira vez depois de ter ganho um programa de novos talentos musicais em 1977. Uns anos mais tarde, o promotor musical Bert Karlsson a descobriu e perguntou a ela se ela não quereria participar do Festival Sueco da Canção, organizado pela SVT (televisão pública sueca) e que iria escolher a representante sueca no Festival Eurovisão da Canção 1982. Mas ela recusou esta oferta. Em 1983, Carola gravou o álbum Stand by with Carola Häggkvist com a banda sueca de heavy metal Standby. Ainda em 1983, decidiu participar do Festival Sueco da Canção com a música "Främling" (Estranho) e venceu com a máxima pontuação de todos os júris do país. Främling foi e é até hoje o maior sucesso da cantora. Um mês mais tarde, ela representou a Suécia no Festival Eurovisão da Canção 1983, realizado em Munique, e um recorde foi batido: 6,1 milhões de Suecos acompanharam a competição, o que corresponde a 84% da população sueca. Até hoje esse recorde nunca foi batido.
O seu álbum de estreia e "Främling " vendeu mais um milhão de cópias (sete discos de platina), um recorde que nunca foi batido e muito dificilmente será batido na Suécia.
A canção "Främling" foi gravada em inglês, alemão e holandês, depois de ter terminado no 3º lugar no Festival Eurovisão da Canção 1983. Entre 1983 e 1984 gravou três álbuns pela Mariann Music (a companhia discográfica de Bert Karlsson) e todos venderam bem. Em 1985, Carola começou a colaborar com o grupo Bee Gees. Carola gravou um álbum, Runaway, com canções escritas por Maurice e Robin Gibb e produzido por Maurice. O disco obteve dois discos de platina quando foi editado na Suécia no ano seguinte.
No Melodifestivalen de 1990 Carola fez um surpreendente regresso com a canção "Mitt i Ett Äventyr" e terminou em segundo lugar. Carola também gravou um novo álbum álbum, Much More, e foi constantemente perseguida pela imprensa tablóide (cor-de-rosa). No ano seguinte, 1991, ela voltou a participar no Melodifestivalen (Festival da Canção da Suécia), interpretando o tema Fångad av en stormvind (Capturada por uma tempestade) e venceu. No Festival Eurovisão da Canção 1991, realizado em Roma, ela empatou com a canção da França interpretada por Amina, mas logrou vencer por ter recebido 10 pontos a mais que a canção adversária. Naquele ano, gravou um disco de músicas de Natal chamado Jul.
Em Maio de 2006, regressou com toda a força ao certame do Eurovisão, representado mais uma vez a Suécia, com o tema "Invincible". Depois de um vistoso espectáculo de voz e dança, arrebatou o quinto lugar da tabela final.
Carola foi a primeira artista pop escandinava a cantar em solo chinês.

## Discografia

### Álbuns
- 1983 - Främling (Álbum em sueco)
- 1983 - Julefrid med Carola (EP em sueco)
- 1984 - Steg för Steg (Álbum em sueco)
  - 1984 - Thunder and Lightening (Versão em inglês de Steg för Steg)
    - 1984 Carola... With Love (Versão européia de Thunder and Lightening, com 4 músicas diferentes)
    - 1984 - Love Isn't Love (Versão japonesa de Carola... With Love, sem Albatros)
- 1984 - På Egna Ben
- 1985 - Happy Days (Álbum em inglês)
- 1986 - Runaway(Álbum em inglês produzido por Maurice Gibb dos Bee Gees)
- 1987 - Live i Rättviks Kyrka (Álbum gospel em sueco gravado ao vivo com a participação do pianista Per-Erik Hallin)
- 1990 - Much More (Álbum laico em inglês)
  - 1990 - Much More (Versão européia) (Neste faltam 3 músicas e, no lugar, puseram uma versão em inglês de "Fångad av en stormvind")
- 1991 - Carola Hits (Compilação com uma música nova: "Fångad av en stormvind")
- 1991 - Jul (Álbum de Natal em sueco)
- 1993 - My Tribute (Álbum gospel em inglês)
- 1994 - Personligt (Álbum laico em sueco. O primeiro desde 1984)
- 1995 - The Sound of Music (com Tommy Körberg) (Álbum do musical The Sound of Music)
- 1996 - Carola Hits, vol. 2 (Compilação)
- 1997 - Det Bästa av Carola (Compilação)
- 1998 - Blott en Dag (Álbum gospel em sueco)
- 1999 - Jul i Betlehem (Álbum de Natal em sueco)
- 2001 - Sov På Min Arm (Álbum gospel em sueco)
- 2001 - My Show (Depois de 7 anos, um álbum laico. 11 anos desde o último álbum laico dela em inglês)
- 2003 - Guld Platina och Passion - Det bästa med Carola (Compilação com 3 músicas novas)
- 2004 - Credo (Álbum gospel em sueco)
- 2004 - 18 Bästa (Compilação)
- 2005 - Störst av Allt (Álbum gospel em sueco)
- 2006 - Från Nu Till Evighet (Álbum laico em sueco)
- 2007 - I denna natt blir världen ny - Jul i Betlehem II (Álbum de Natal em sueco, norueguês e inglês)
- 2008 - Hits 25 (Compilação, lançada simultaneamente com uma versão do álbum Främling que serviu como coletânea dupla)
- 2009 - Christmas in Betlehem (Álbum de Natal em inglês)
- 2011 - Elvis, Barbra & Jag (Álbum contendo regravações de Elvis Presley e Barbra Streisand)

### Singles
- Fevereiro de 1983 - "Främling" (SCN)
  - Abril de 1983 - "Love Isn't Love" (Versão em inglês de Främling) (EUR)
  - Abril de 1983 - "Fremder" (Versão em alemão de Främling) (ALE)
  - Abril de 1983 - "Je Ogen Geen Geheimen" (Versão em neerlandês de Främling) (PBX)
- Agosto de 1983 - "Hunger" (SCN/ALE/PBX/ITA)
- Fevereiro de 1984 - "Albatros" (PBX)
- Fevereiro de 1984 - "Tommy Loves Me" (Versão em inglês de Tommy Tycker om Mig) (SCN)
- Março de 1984 - Carola Så in i Norden (SUE)
- Agosto de 1984 - "Butterfly" (JAP)
- Janeiro de 1985 - "Fushighi na Hitomi" (JAP/SCN)
- Abril de 1986 - "The Runaway" (EUR)
- Setembro de 1986 - "Brand New Heart"
- Junho de 1987 - "Gospel Train" (SUE)
- Agosto de 1987 - "You've Got a Friend" (PROMO SUE)
- Março de 1990 - "Mitt i Ett Äventyr" (SUE)
  - Abril de 1990 - "You Are My Destiny" (Versão em inglês de Mitt i Ett Äventyr) (SUE)
- Setembro de 1990 - "The Girl Who Had Everything" (SUE)
- Novembro de 1990 - "I'll Live" (SUE)
- Janeiro de 1991 - "Every Beat of My Heart" (SUE)
- Abril de 1991 - "Fångad av en stormvind" (SUE)
  - Maio de 1991 - "Captured by a Lovestorm" (Versão em inglês de Fångad av en stormvind) (EUR)
- Agosto de 1991 - "Stop Tellin' Me Lies" (ALE)
- Novembro de 1991 - "Juletid" (PROMO SUE)
- Maio de 1992 - "All the Reasons to Live" (SUE)
- Maio de 1993 - "Mixade Minnen" (SUE)
- Outubro de 1993 - "Save the Children" (PROMO SUE)
- Dezembro de 1993 - "You Light Up My Life" (PROMO SUE)
- Outubro de 1994 - "Det Kommer Dagar" (SUE)
- Dezembro de 1994 - "Guld i Dina Ögon" (SUE)
- Março de 1995 - "Sanningen" (SUE)
- Junho de 1995 - "Sanna Vänner" (SUE)
- Novembro de 1995 - "The Sound of Music" (PROMO SUE)
- Novembro de 1996 - "Believe" (SUE)
- Fevereiro de 1996 - "Just the Way You Are" (SUE)
- Novembro de 1997 - "Dreamer" (SUE)
- Julho de 1998 - "A World of Wonder" (NOR)
- Outubro de 1998 - "Blott en dag" (SCN)
- Novembro de 1999 - "Himlen i Min Fam" (SCN)
- Fevereiro de 2000 - "When We Believe" (SUE)
- Maio de 2000 - "School Days" (PROMO SUE)
- Novembro de 2000 - "If Life Was a Song" (PROMO SUE)
- Fevereiro de 2001 - "Sov På Min Arm" (PROMO SUE)
- Outubro de 2001 - "The Light" (PROMO SUE)
- Março de 2002 - "I Believe in Love" (SUE)
- Agosto de 2002 - "You + Me" (PROMO SUE)
- Março de 2003 - "När Löven Faller" (PROMO SUE)
- Agosto de 2003 - "Walk a Mile of My Shoes" (PROMO SUE)
- Maio de 2004 - "Ditt ord Består" (PROMO SUE)
- Novembro de 2004 - "Åt alla" (PROMO SUE)
- Fevereiro de 2005 - "Genom Allt" (PROMO SUE)
- Julho de 2005 - "Nordisk hymne" (PROMO SUE)
- Março de 2006 - "Evighet" (SCN)
  - Abril de 2006 - "Invincible" (versão em inglês de Evighet) (SCN)
- Junho de 2006 - "Stanna eller gå" (PROMO SUE)
- Novembro de 2007 - "I Denna Natt Blir Världen Ny" (PROMO SUE)
- Janeiro de 2008 - "Lucky Star" (com Andreas Johnson) (SCN)
- Fevereiro de 2008 - "One Love" (com Andreas Johnson) (SCN)
- Novembro de 2009 - "Find My Way to Betlehem" (SUE)
- Maio de 2010 - "Det Är Bara Vi" (Digital)
- Dezembro de 2011 - "Nu Tändas Tusen Juleljus" (SUE)
- Maio de 2013 - "Främiling 30 är" (SUE)

### DVD
- 2003 - Jubileumsshowen
- 2004 - Julkonsert